# Руанская дева по прозвищу Пышка
«Руанская дева по прозвищу Пышка» — советский художественный музыкальный телефильм по мотивам рассказов Ги де Мопассана «Пышка», «Мадемуазель Фифи» и «История батрачки».

## Сюжет
Действие начинается в 1871 году, когда в ходе франко-прусской войны немецкие войска оккупировали Руан. Элизабет Руссе по прозвищу «Пышка» (Наталья Лапина), проститутка из руанского публичного дома, отправляется повидать свою дочь. Путешествие на дилижансе в большой компании граждан города сильно затягивается из-за войны. В одном из городов путешественников задерживает прусский офицер (Александр Абдулов). Он домогается Пышки и склоняет её к интимной близости; только тогда он разрешит всей компании продолжить путь.
Пышка, профессия которой это вроде вполне позволяет, не хочет делить ложе с врагом Франции. Уставшие путешественники начинают взывать к долгу и моральному облику Пышки. Бедная девушка не выдерживает и жертвует собой ради общего блага. После этого те, кто недавно ещё сравнивали Пышку с Юдифью и Клеопатрой, немедленно обвинили её в разврате и измене. Униженная Пышка возвращается домой.

## Актёры и роли
- Наталья Лапина — Элизабет Руссе, «Пышка» (вокал Ирины Отиевой)
- Людмила Аринина — мадам Луазо
- Армен Джигарханян — Бревиль
- Нина Русланова — бюргерша
- Мамука Кикалейшвили — Карре-Ламадон (озвучил Александр Филиппенко)
- Александр Абдулов — прусский офицер-комендант Тота
- Леонид Ярмольник — Корнюдель
- Марьяна Полтева — бюргерша Ламатон (вокал Екатерины Семёновой)
- Николай Лавров — бюргер
- Лилиан Малкина — старая монахиня
- Светлана Смирнова — монахиня
- Валентина Талызина — мадам
- Константин Райкин — торговец (вокал Михаила Пахманова)
- Наталья Крачковская — бюргерша
- Артур Мажайкс
- Роб ван дер Энг
- Семён Фурман — кучер
- Юлия Рутберг — Фернанда
- Антонина Венедиктова
- Анатолий Обухов
- Владислав Демченко

### Вокальные партии исполняют
- Ирина Отиева
- Михаил Пахманов
- Екатерина Семёнова
- Ирина Фокина
- Геннадий Дубинский
- Светлана Степченко

## Съёмочная группа
- Режиссёры — Евгений Гинзбург и Рауф Мамедов
- Автор сценария — Ким Рыжов
- Оператор-постановщик — Валерий Гинзбург
- Композитор — Георгий Гаранян
- Тексты песен — Ким Рыжов
- Художник — Пётр Пророков
- Оператор — Леонид Зотенко
- Директор картины — Исаак Суд

## Награды
- 1989 год: На международном фестивале «Золотая Роза» в Монтрё фильм получил второй приз — «Серебряную розу»[1]